# Carl Møller

Carl Martin August Møller, danski veslač, * 24. avgust 1887, Aarhus, Danska, † 27. avgust 1948, Stratford, Connecticut, ZDA.
Møller je za Dansko nastopil na Poletnih olimpijskih igrah 1912. Veslal je v četvercu s krmarjem široke gradnje, ki je na teh igrah osvojil zlato medaljo.